# 中城湾

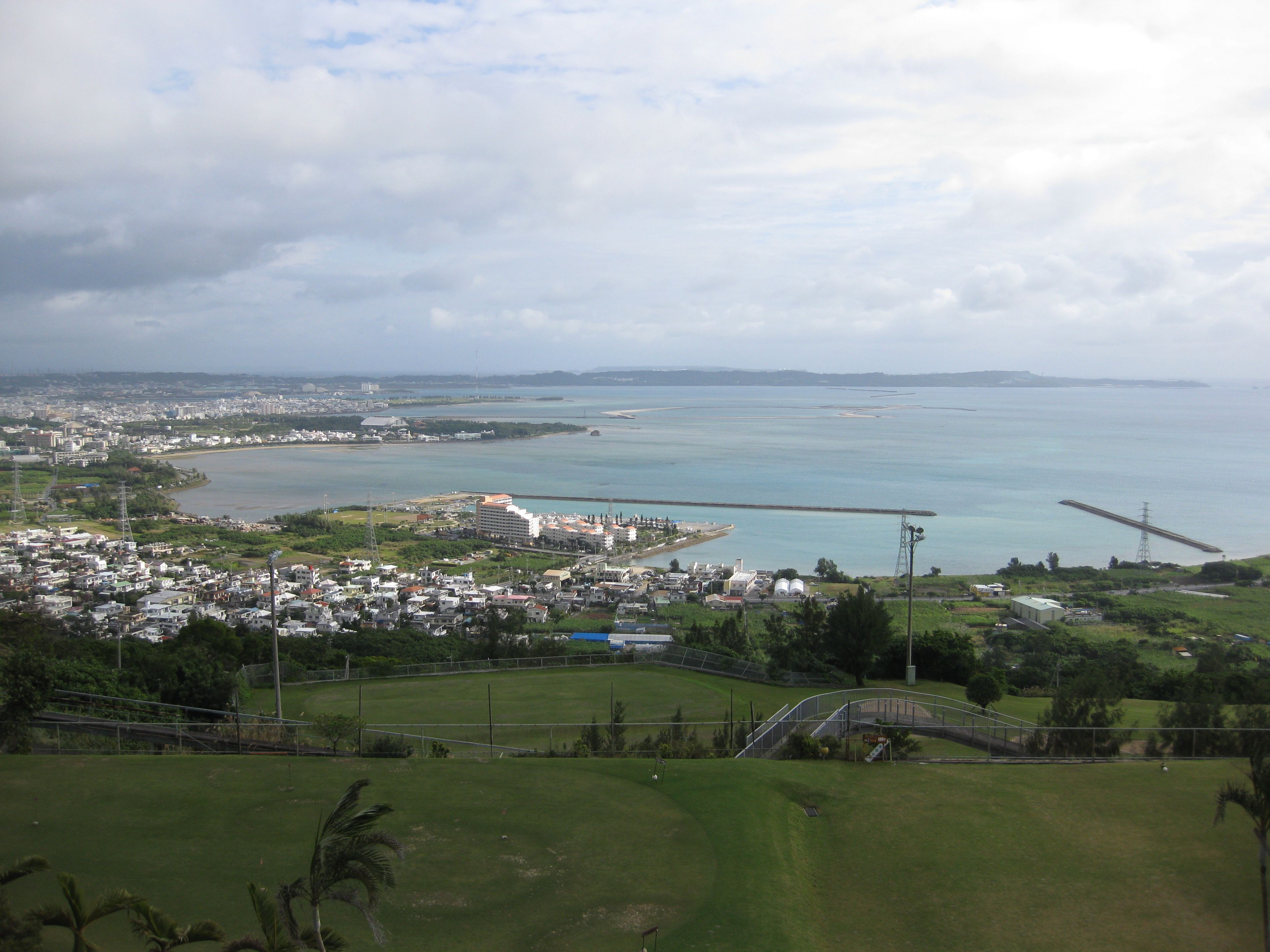
中城湾

中城湾（なかぐすくわん）は、沖縄島の南東部、知念半島と勝連半島の間に挟まれた海域である。
中城湾の平均海面は、沖縄本島の標高の基準になっている。　中城湾の実際の平均海面は、南城市知念安座真にある国土地理院の沖縄験潮場における高さである。

## 地理
湾を囲むようにして津堅島、久高島などの島が並び、島伝いに水深の浅いサンゴ礁が発達しているため縁海のようになっている。津堅島と久高島の間にある二ツ口と呼ばれる海底谷が水深約60mで最も深く、湾奥に向かって緩やかに浅くなる比較的平坦な海底地形となっている。中央部にある平曽根と呼ばれる浅瀬を境にして北部の勝連湾と南部の与那原湾に分けられる。
陸上において湾を囲むように崖状の地形が分布しており崖の頂上部に空谷（過去に川によって侵食された跡）があることから、かつて中城湾の位置にドーム状の山が存在していたことが推察されている。このため1950年代から1980年代にかけて、中城湾は大規模な地殻変動によって山が陥没して形成されたとの説が提案・検討された。しかしながら湾岸に沿った断層が発見されていないことなどから、中城湾は島尻層泥岩と呼ばれる柔らかい地層が急速に侵食されて形成されたとの説も提案されている。
中城城が近くにある。

## その他
- 沖縄戦の指揮中に南部戦線の糸満で日本軍の砲火により戦死した米陸軍第10軍司令官サイモン・B・バックナー・ジュニア（en）大将に因んで、アメリカ軍将兵は本湾を「バックナー・ベイ Buckner Bay」の愛称で呼んでいる。なお、バックナーは第二次世界大戦中に戦死したアメリカ軍将兵の中で最高位の人物で、トリイ通信施設の米軍名Fort Bucknerにもその名をとどめている。
- 2003年1月30日、朝鮮民主主義人民共和国籍の貨物船が座礁した。